# Kunle Afolayan
Kunle Afolayan és un actor i director de cinema nigerià. És fill del famós director de teatre i de cinema i productor Ade Love. És d'ascendència ioruba. Des de l'any 2005 ha estat actiu en la indústria fílmica nigeriana. Entre les seves pel·lícules més populars destaquen: The Figurine: Araromire (2010), en ioruba i anglès i Phone Swap (2012). The Figurine va guanyar cinc premis de l'Acadèmia de Cinema Africà i va gaudir d'un gran èxit en les pantalles nigerianes.
Kunle Afolayan va representar el cinema de Nollywood en el Festival Subversiu de Zagreb el 2011 juntament amb el seu company Zeb Ejiro. El maig de 2013 es va estrenar a França la pel·lícula Phone Swap en la primera edició de la NollywoodWeek de París, a on va guanyar el premi del públic.

## Biografia
El pare d'Afolayan és Adeyemi Josiah Afolayan (Ade-Love), un reconegut artista nigerià de la segona meitat del segle XX que va treballar en el teatre i el cinema. Aquest es va preocupar que el seu fill adquirís una bona educació. Kunle va estudiar economia.
Kunle Afolayan va començar a treballar en un banc mentre feia algunes actuacions casuals abans de decidir a dedicar-se plenament a la indústria del cinema i d'estudiar a la New York Film Academy.

## Filmografia

### Actor
Les pel·lícules en les que Afolayan ha participat com a actor són:
- October 1 (2014).
- The Figurine (2010).
- Farayola (2009).
- Onitemi (2007).
- Èjiwòrò (2006).
- Ti Ala Ba Ku (2005).

### Director
Les pel·lícules que ha dirigit Kunle Afolayan són:
- October 1 (2014).
- Phone Swap (2012).
- The Figurine (2010).

### Productor
Les pel·lícules que ha produït Kunle Afolayan són:
- October 1 (2014).
- Phone Swap (2012). (productor executiu)